# Враг у ворот (сериал)
«Враг у ворот» — российский телесериал режиссёров Никиты Грамматикова по сценарию Олега Кириллова, Олега Сироткина и Игоря Торотько.
Главные роли в нём сыграли Александр Новин, Филипп Янковский, Ольга Ефремова и Сергей Варчук. Премьерный показ прошёл в онлайн-кинотеатре Иви 5 декабря 2024 года.

## Сюжет
В сентябре 1941 года, когда немецко-фашистские захватчики находятся на подступах к Москве, для борьбы с преступностью, по указу Берии из заключения освобождают осуждённого за превышения полномочий и нарушения закона следователя МУРа Захара Мятова. 
Помилованному капитану поручают возглавить отдел спецрасследований и раскрыть кровавое преступление, совершенное бандой Павла Турсунова — диверсантов-пособников фашистов. Успех операции станет не только его вкладом в общую победу, но и позволит вызволить из тюрьмы его жену Надежду.

## В ролях
- Александр Новин — Захар Мятов, капитан МУРа
- Филипп Янковский — Павел «Эстонец» Турсунов, главарь банды
- Мария Смольникова — Надежда Мятова, жена Захара
- Дмитрий Журавлёв — Кожома, заместитель Мятова
- Кристина Работенко — Александра Гарсия, судмедэксперт МУРа
- Заза Чантурия — Сандро, подручный Турсунова
- Ольга Ефремова — Сигни, любовница Турсунова
- Сергей Гурьев — генерал Власик
- Сергей Варчук — медвежатник «Страдивари», подручный Турсунова
- Никита Абдулов

## Список серий
1 сезон
| Серия | Дата премьеры  |
| ----- | -------------- |
| 1     | 5 декабря 2024 |
| 2     | 5 декабря 2024 |
| 3     | 5 декабря 2024 |
| 4     | 5 декабря 2024 |
| 5     | 5 декабря 2024 |
| 6     | 5 декабря 2024 |
| 7     | 5 декабря 2024 |
| 8     | 5 декабря 2024 |

## Создание и оценки
Сериал снят по заказу онлайн-кинотеатра ИВИ.
Визуальные эффекты созданы студией Sitnikov Pro